# قسطنطين بافلوفيتش
قنسطنطين بافلوفيتش (بالروسية: Константин Павлович) هو دوق أكبر وتسيْساريفيتش روسي، والابن الثاني لبافل الأول وماريا فيودوروفنا.